# Dasophrys engeli
Dasophrys engeli är en tvåvingeart som beskrevs av Jason Gilbert Hayden Londt 1981. Dasophrys engeli ingår i släktet Dasophrys och familjen rovflugor. Inga underarter finns listade i Catalogue of Life.